# Hrvatski sabor 1861.
Hrvatski sabor iz 1861. godine, koji se u literaturi naziva i "Velikim saborom Hrvatske" otvoren je 15. travnja 1861. Sabor su činile su mnoge ugledne osobe iz hrvatskog javnog života, pa se ovaj Sabor naziva "najintelektualnijim Saborom".
Većinska stranka u Saboru iz 1861. godine bila je Narodna stranka, a zastupala je ideju federalizacije Habsburške Monarhije te otpor Beču uz istovremeno povezivanje s Ugarskom. U skladu s tim donesen je zakon, poznat kao član 42. Sabora iz 1861., koji definira odnos s Ugarskom kroz priznanje samostalnosti Hrvatske u poslovima uprave, sudstva, školstva i bogoštovlja. Samo je malobrojna tadašnja Stranka prava smatrala da Hrvatska mora težiti potpunoj samostalnosti uz mogućnost da s ostalim zemljama Monarhije zadrži zajedničkog vladara. Značenje Sabora iz 1861. godine je u zahtjevu za obnovom cjelokupnosti Hrvatske (pripojenje Dalmacije i razvojačenje Vojne krajine) te razvijanju zakonodavne aktivnosti s ciljem izgradnje institucija modernog građanskog društva. Mnoge rasprave Sabor nije dovršio jer ga je raspustio car Franjo Josip I. zbog otpora centralizmu.

## Reducirani saborski izborni red
Izbori za prvi neposredno izabran Sabor održali su se 1848. godine na temelju prvih pisanih izbornih pravila, Saborskog izbornog reda, kojeg je donijelo Bansko vijeće, a proglasio ban Jelačić aktom banske naredbe. Iako je hrvatski puk neposredno birao većinu svojih predstavnika u parlament, izborno je pravo ipak bilo ograničeno nizom cenzusa, imovinskim, obrazovnim, spolnim. Pravo glasa imalo je otprilike dva i pol posto ukupnog muškog stanovništva unutar granica civilne i vojne Hrvatske.
Četrdesetosmaški je sabor "privremeno" raspušten iste godine, no ta je stanka potrajala sve do 1861. kada su održani drugi neposredni izbori. Radi pripreme izbora 1861. godine, održana je 1860. i 1861. banska konferencija čiji je zadatak bio donijeti novi izborni red, ali u unaprijed zadanim granicama određenima u Beču čija je namjera bila ojačati centralizaciju Monarhije, ali ipak uz uvažavanje ustavnih prava kraljevina, pa tako i Trojedne, kojoj je pripadala ondašnja Hrvatska. Banska je konferencija u pripremi novoga izbornog reda uvažila sve naputke kralja, ali je ipak u Beč odaslala poruku u neslaganju s ograničenjem prava. Posljedice su bile takve da je izborni red iz 1861. vrijedio samo ze te izbore, a svojim je sadržajem zapravo bio značajno reduciran Izborni red iz 1848. godine.
U revidiranom saborskom Izbornom redu iz 1848. godine smanjen je broj zastupnika sa 191 na 120 te su izostavljeni zastupnici iz hrvatsko-slavonske Vojne krajine i Kraljevine Dalmacije. Odredbe iz Izbornog reda 1848. o načinu izbora, o uvjetima koje mora zadovoljiti svaki kandidat za zastupnika, o glasovanju u Saboru, o trajanju zastupničkog mandata i o krijeposti izbornog reda doslovno su preneseni i u izborni red 1861. Mandat zastupnika trajao je koliko i trajanje sazvanog saborskog zasjedanja.

## Zasjedanje Sabora 1861. godine
Glavna zadaća Sabora bila je određivanje odnosa s Ugarskom, u okviru Veljačkog patenta, pri čemu Sabor stoji na stajalištu personalne unije i u odnosu na Beč i u odnosu na Budimpeštu, a dvor je želio bliže povezivanje Kraljevine sa svojim nasljednim zemljama. 
Sabor sazvan 1861. godine po sastavu je bio "najintelektualniji" Hrvatski sabor. Tada su se oblikovale prve moderne stranke - narodnjaci i pravaši (koji otada službeno djeluju kao stranka), dok niz blistavih zastupničkih govora svjedoči o nacionalnoj i državnopravnoj svijesti te želji vodećih društvenih snaga u Hrvatskoj da političkim okvirom osiguraju uvjete u kojima će moći same odlučivati o uključivanju Hrvatske u europske razvojne procese. Tom prigodom donesen je i zakon (nazvan član 42.) prema kojem Ugarska mora priznati teritorijalnu cjelovitost te samostalnost Hrvatske u poslovima uprave, sudstva, školstva i bogoštovlja.
Sabor su činili predstavnici izabrani prema Izbornom redu (120 osoba); virilisti, te istaknute političke osobe koje je Sabor pozvao iz Dalmacije. Većinska stranka u Saboru iz 1861. godine bila je Narodna stranka, a zastupala je ideju federalizacije Habsburške Monarhije te otpor Beču uz istovremeno povezivanje s Ugarskom. U skladu s tim donesen je zakon, poznat kao član 42. Sabora iz 1861., koji definira odnos s Ugarskom kroz priznanje samostalnosti Hrvatske u poslovima uprave, sudstva, školstva i bogoštovlja. Članak 42. Sabora govori da je Hrvatska voljna da ponovno stupi u uži državni savez s Ugarskom, ali tek onda kad Ugarska prizna samostalnost Hrvatske i njenu teritorijalnu cjelokupnost. U članku se posebno ističe da je 1848. godine raskinuta prijašnja državnopravna veza između Ugarske i Hrvatske, te je od tada Hrvatska potpuno nezavisna i obje zemlje veže jedino osoba zajedničkog vladara. Prema tomu se pregovori o novom savezu mogu temeljiti jedino na priznanju pune državne ravnopravnosti obiju ugovornih strana.
Samo je malobrojna tadašnja Stranka prava smatrala da Hrvatska mora težiti potpunoj samostalnosti uz mogućnost da s ostalim zemljama Monarhije zadrži zajedničkog vladara. Značenje Sabora iz 1861. godine je u zahtjevu za obnovom cjelokupnosti Hrvatske (pripojenje Dalmacije i razvojačenje Vojne krajine) te razvijanju zakonodavne aktivnosti s ciljem izgradnje institucija modernog građanskog društva. Mnoge rasprave Sabor nije dovršio jer ga je raspustio car Franjo Josip I. zbog otpora centralizmu. Točnije, Sabor je odbio poslati svoje delegate u bečko Carevinsko vijeće pa ga je car rasputio 8. studenog 1861.

## Također pogledajte
- Narodna stranka
- Stranka prava
- Hrvatski sabor 1848.
- Hrvatski sabor 1865. – 1867.